# Anomala cobala
Anomala cobala är en skalbaggsart som beskrevs av Ohaus 1916. Anomala cobala ingår i släktet Anomala och familjen Rutelidae. Inga underarter finns listade i Catalogue of Life.